# Luke Air Force Base
| Den första F-35A Lightning II anländer 10 mars 2014 eskorterad av en F-16 Fighting Falcon samt satellitbild över Luke Air Force Base från 2006. |  | Den första F-35A Lightning II anländer 10 mars 2014 eskorterad av en F-16 Fighting Falcon samt satellitbild över Luke Air Force Base från 2006. |
| Den första F-35A Lightning II anländer 10 mars 2014 eskorterad av en F-16 Fighting Falcon samt satellitbild över Luke Air Force Base från 2006. |  | |

Luke Air Force Base, även förkortat som Luke AFB är en militär flygplats (IATA: LUF, ICAO: KLUF, FAA LID: LUF) tillhörande USA:s flygvapen som är belägen i Maricopa County i delstaten Arizona, 11 kilometer väster om Glendale och 24 kilometer väster om Phoenix.
Basen har över 5 500 anställda (militärer och civilanställda) samt över 65 000 pensionsavgångna veteraner finns i närområdet.

## Verksamhet
Värdförband på Luke AFB är 156th Fighter Wing  (156 FW), som är ett utbildningsförband ingående i Air Education and Training Command (AETC) och som handhar typutbildningen för piloter och markpersonal för F-16 Fighting Falcon och F-35A Lightning II i det amerikanska flygvapnet. Genom försorg av 156 FW sker även utbildning av motsvarande personal från Danmarks flygvapen, Italiens flygvapen, Nederländernas flygvapen, Norges flygvapen och Singapores flygvapen.